# ايرو بويرو إيه بي-180
ايرو بويرو إيه بي-180 (بالإنجليزية: Aero Boero AB-180)‏ هي طائرة منافع مدنية، أحادية السطح، ويأجنحة عالية، وذات محرك واحد، بقوة 180 حصان وبثلاثة مقاعد. طورت من إيه بي-115. أنتجت في 1969 بالأرجنتين. من صناعة ايرو بويرو. كان أول طيران لها في 1967.